# یوام‌ام

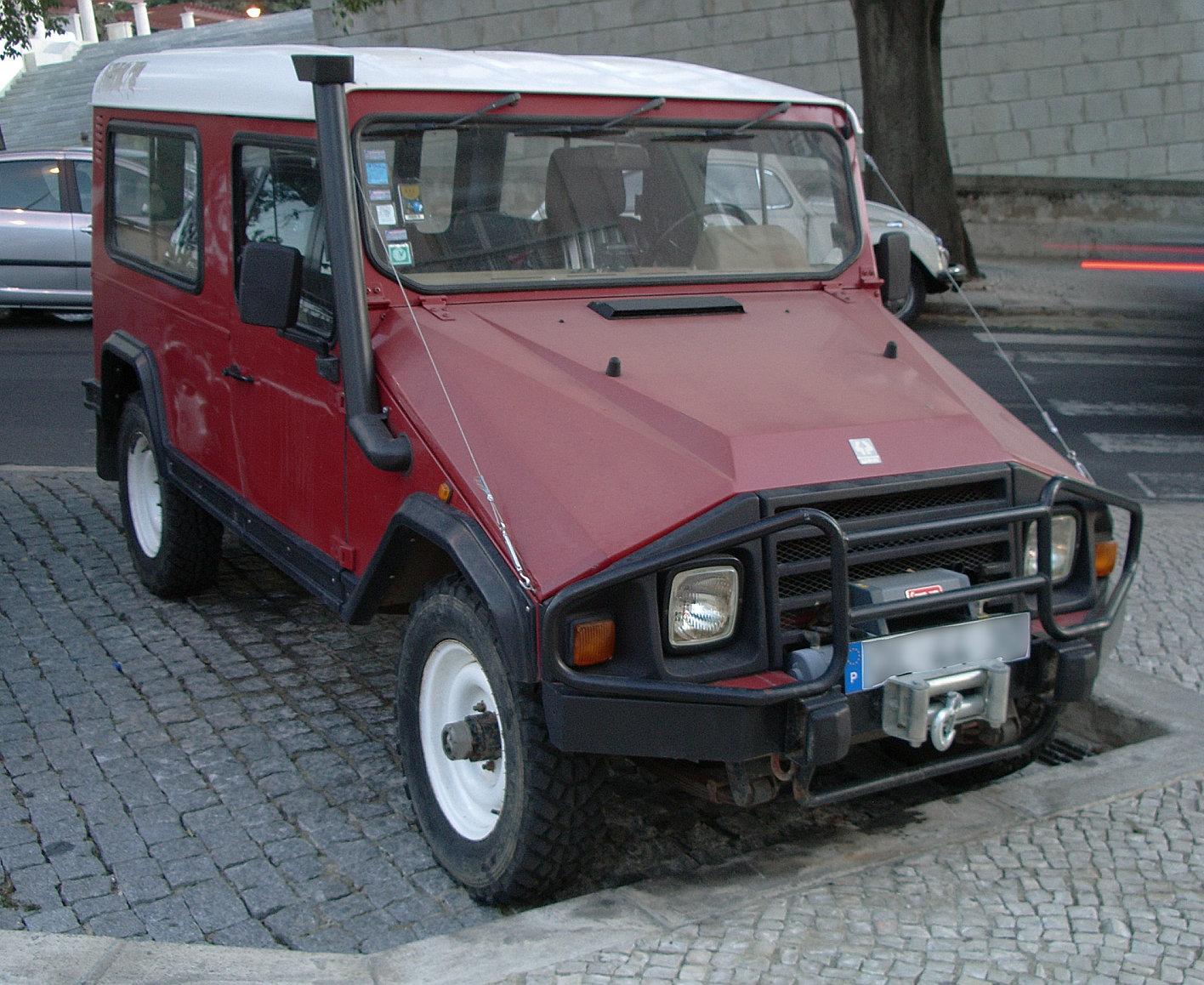
یوام‌ام آلتر

یوام‌ام (به پرتغالی: UMM) مختصر شده یونیآو متالو مکانیکا؛ شرکت خودروسازی پرتغالی است، که در زمینه تولید خودروهای بیابانگرد فعالیت می‌کرد.
این شرکت در سال ۱۹۷۷ با مشارکت شرکت خودروسازی فرانسوی کورنیل و با هدف تولید خودروی چهارچرخ محرک برای استفاده صنعتی، کشاورزی و نظامی راه‌اندازی شد.
امروزه شرکت یوام‌ام به تولید قطعات خودروها و ماشین‌آلات صنعتی می‌پردازد. دفتر مرکزی این شرکت در شهر لیسبون، پرتغال قرار دارد.

## خودروهای تولید شده
- یوام‌ام ۴x۴ کورنیل (۱۹۷۷–۱۹۷۹)
- یوام‌ام ۴x۴ (۱۹۷۹–۱۹۸۴)
- یوام‌ام آلتر ۲ (۱۹۸۶–۱۹۹۴)
- یوام‌ام آلتر ۲۰۰۰ (۲۰۰۰–۲۰۰۴)